# کارل گاره
کارل آلویس فیلیپ گاره (آلمانی: Carl Garré؛ ۱۱ دسامبر ۱۸۵۷ – ۶ مارس ۱۹۲۸) یک پزشک، استاد دانشگاه و جراح اهل سوئیس بود.
او از طریقِ انجام آزمایش بر روی بدنِ خودش، ثابت کرد که که استافیلوکوکوس اورئوس موجب بروز کفگیرک و کورک می‌شود.
وی دانش‌آموختهٔ رشتهٔ پزشکی در دانشگاه برن و دانشگاه لایپزیگ و از شاگردان روبرت کخ و امیل تئودور کوخر بود و مدرک دکترای خود را در سال ۱۸۸۳ میلادی دریافت داشت.